# Kinoshita Takaaki
Takaaki Kinoshita (木下高彰 Suzuki Shōto, sinh ngày 11 tháng 6 năm 1993 ở Hamamatsu) là một cầu thủ bóng đá người Nhật Bản thi đấu cho Fujieda MYFC theo dạng cho mượn từ Mito HollyHock.

## Thống kê câu lạc bộ
Cập nhật đến ngày 23 tháng 2 năm 2017.
| Thành tích câu lạc bộ | Thành tích câu lạc bộ | Thành tích câu lạc bộ | Giải vô địch | Giải vô địch | Cúp                   | Cúp                   | Giải vô địch  | Giải vô địch  | Tổng cộng | Tổng cộng |
| Mùa giải              | Câu lạc bộ            | Giải vô địch          | Số trận      | Bàn thắng    | Số trận               | Bàn thắng             | Số trận       | Bàn thắng     | Số trận   | Bàn thắng |
| Nhật Bản              | Nhật Bản              | Nhật Bản              | Giải vô địch | Giải vô địch | Cúp Hoàng đế Nhật Bản | Cúp Hoàng đế Nhật Bản | J. League Cup | J. League Cup | Tổng cộng | Tổng cộng |
| --------------------- | --------------------- | --------------------- | ------------ | ------------ | --------------------- | --------------------- | ------------- | ------------- | --------- | --------- |
| 2012                  | Júbilo Iwata          | J1 League             | 0            | 0            | 0                     | 0                     | 0             | 0             | 0         | 0         |
| 2013                  | Júbilo Iwata          | J1 League             | 0            | 0            | 0                     | 0                     | 0             | 0             | 0         | 0         |
| 2014                  | Júbilo Iwata          | J2 League             | 6            | 0            | 1                     | 0                     | –             | –             | 7         | 0         |
| 2015                  | Júbilo Iwata          | J2 League             | 0            | 0            | 2                     | 0                     | –             | –             | 2         | 0         |
| 2016                  | Mito HollyHock        | J2 League             | 0            | 0            | 2                     | 0                     | –             | –             | 2         | 0         |
| Tổng cộng sự nghiệp   | Tổng cộng sự nghiệp   | Tổng cộng sự nghiệp   | 6            | 0            | 5                     | 0                     | 0             | 0             | 11        | 0         |